# Velešovice
Velešovice (en allemand : Welspitz ; de 1940 à 1945 : Walspitz) est une commune du district de Vyškov, dans la région de Moravie-du-Sud, en République tchèque. Sa population s'élevait à 1 272 habitants en 2020.

## Géographie
Velešovice se trouve à 12 km à l'ouest-nord-ouest de Bučovice, à 16 km au sud-ouest de Vyškov, à 18 km à l'est de Brno et à 201 km à l'est-sud-est de Prague.
La commune est limitée par Kovalovice et Viničné Šumice au nord, par Rousínov à l'est, par Slavkov u Brna et Křenovice au sud, et par Holubice à l'ouest.

## Histoire
La première mention écrite du village date de 1131.